# Lilie cibulkonosná
Lilie cibulkonosná (Lilium bulbiferum) je jeden ze dvou druhů v Česku divoce rostoucích lilií.

## Popis
Dorůstá výšky 20 až 90, výjimečně až 120 cm. Lodyha je vzpřímená. Listy jsou úzké, až 10 cm dlouhé, střídavé a přisedlé. Květy jsou vzpřímené, oranžové až oranžovočervené, velké, 10 i více centimetrů v průměru. Uvnitř jsou tmavohnědě skvrnité. Kvete od konce května do července. Jedna lodyha nese jeden až pět oboupohlavných květů. Plodem je vejcovitá, zhruba 4 centimetry dlouhá tobolka. Zimu přečkává pouze cibule v zemi.
V úžlabí především horních listů se vytvářejí malé, kulaté, světle zelené pacibulky. Tyto pacibulky odpadávají k zemi a po dvou až třech letech z nich vyrůstají nové rostliny.

## Výskyt, stanoviště
Lilie cibulkonosná roste v horských a podhorských oblastech střední a jižní Evropy, od Pyrenejí přes Alpy až na severní Balkán. Lze ji nalézt na horských a podhorských loukách či na okrajích lesů až do výšky 2400 m n. m. Vyhovují jí především teplá a slunečná místa na vápenitých půdách. Roste ale i na mírně kyselých půdách.

## Poddruhy
Rozlišují se dva poddruhy. V Česku roste Lilium bulbiferum subsp. bulbiferum. Druhý poddruh, lilie cibulkonosná šafránová (Lilium bulbiferum subsp. croceum) se vyskytuje především v Apeninách či Západních Alpách. U tohoto poddruhu pacibulky obvykle chybí. Skvrny uvnitř květu jsou černé, nikoli tmavohnědé.

## Ochrana
V Česku je lilie cibulkonosná řazena k silně ohroženým druhům (C2b) a ve stejné kategorii je chráněna zákonem (§2).  V Evropě jde o nejrozšířenější divoce rostoucí lilii.

## Galerie

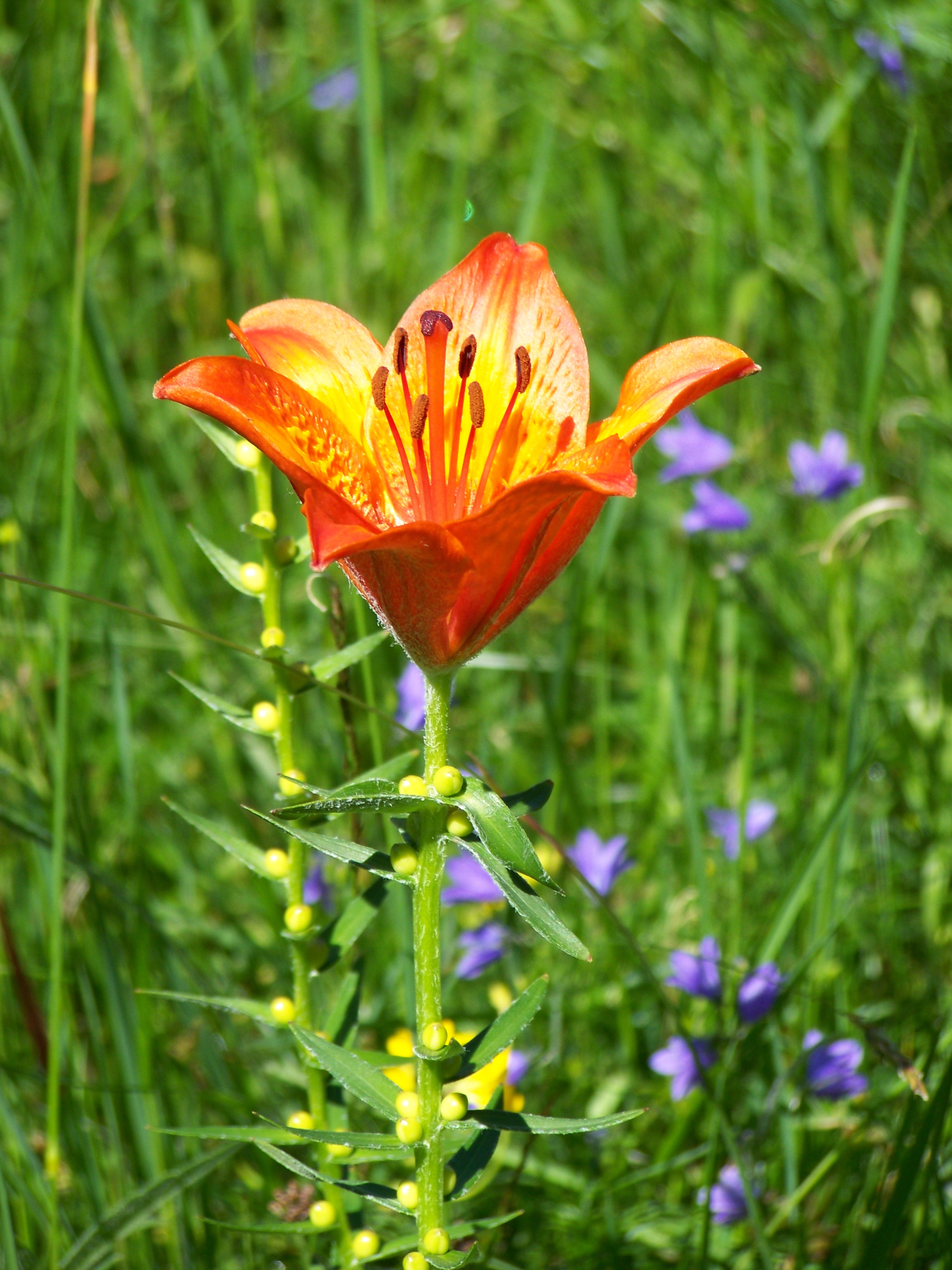
Lilie cibulkonosná (Lilium bulbiferum subsp. bulbiferum) květ a část lodyhy s jasně patrnými pacibulkami
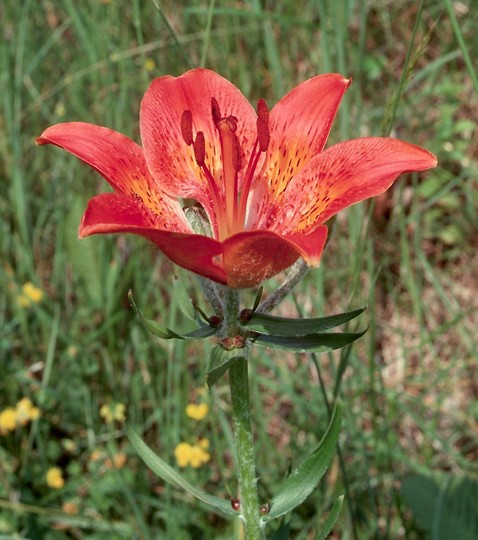
Lilie cibulkonosná (Lilium bulbiferum subsp. bulbiferum)
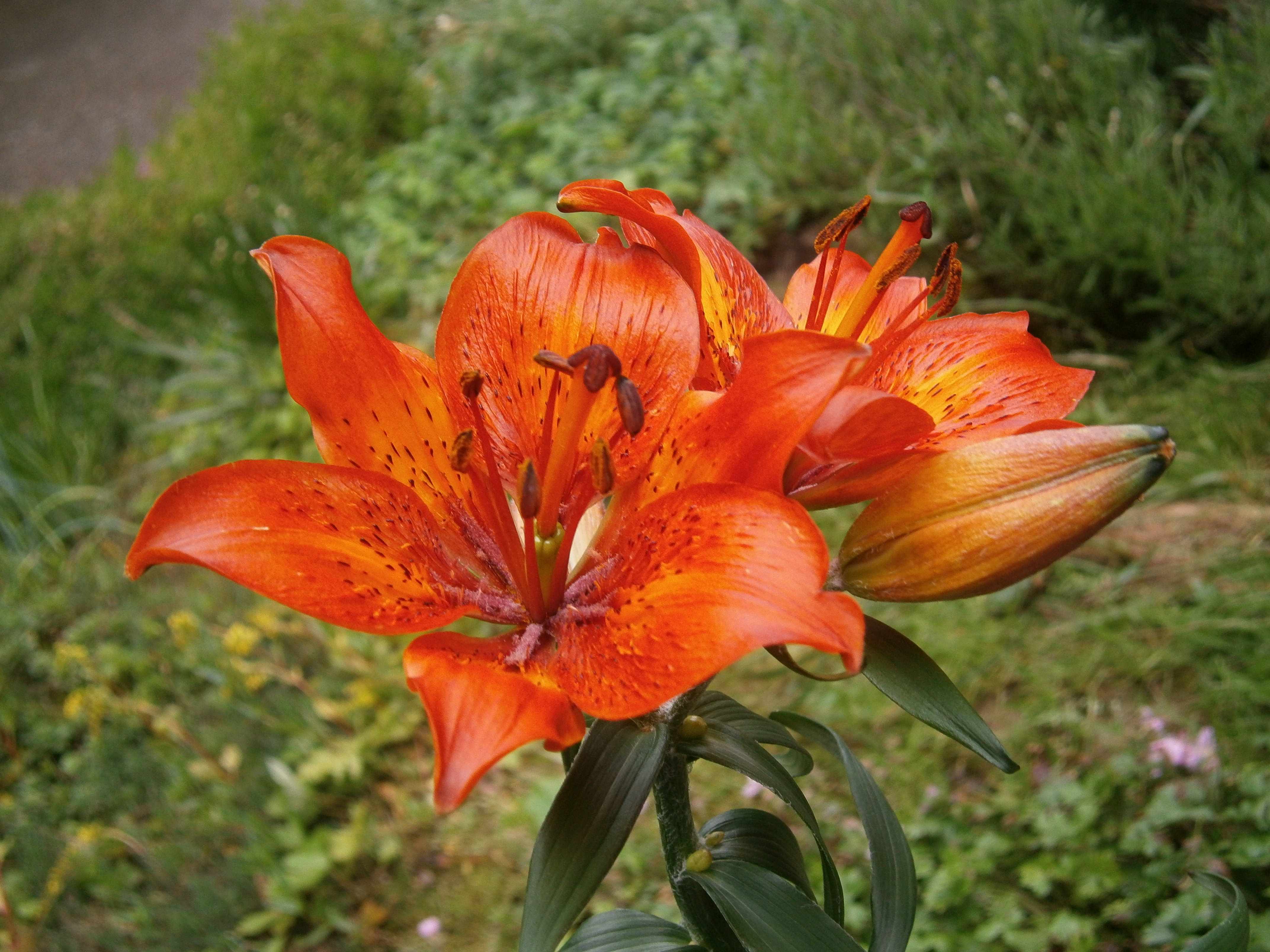
Lilie cibulkonosná (Lilium bulbiferum subsp. bulbiferum) květ a poupata
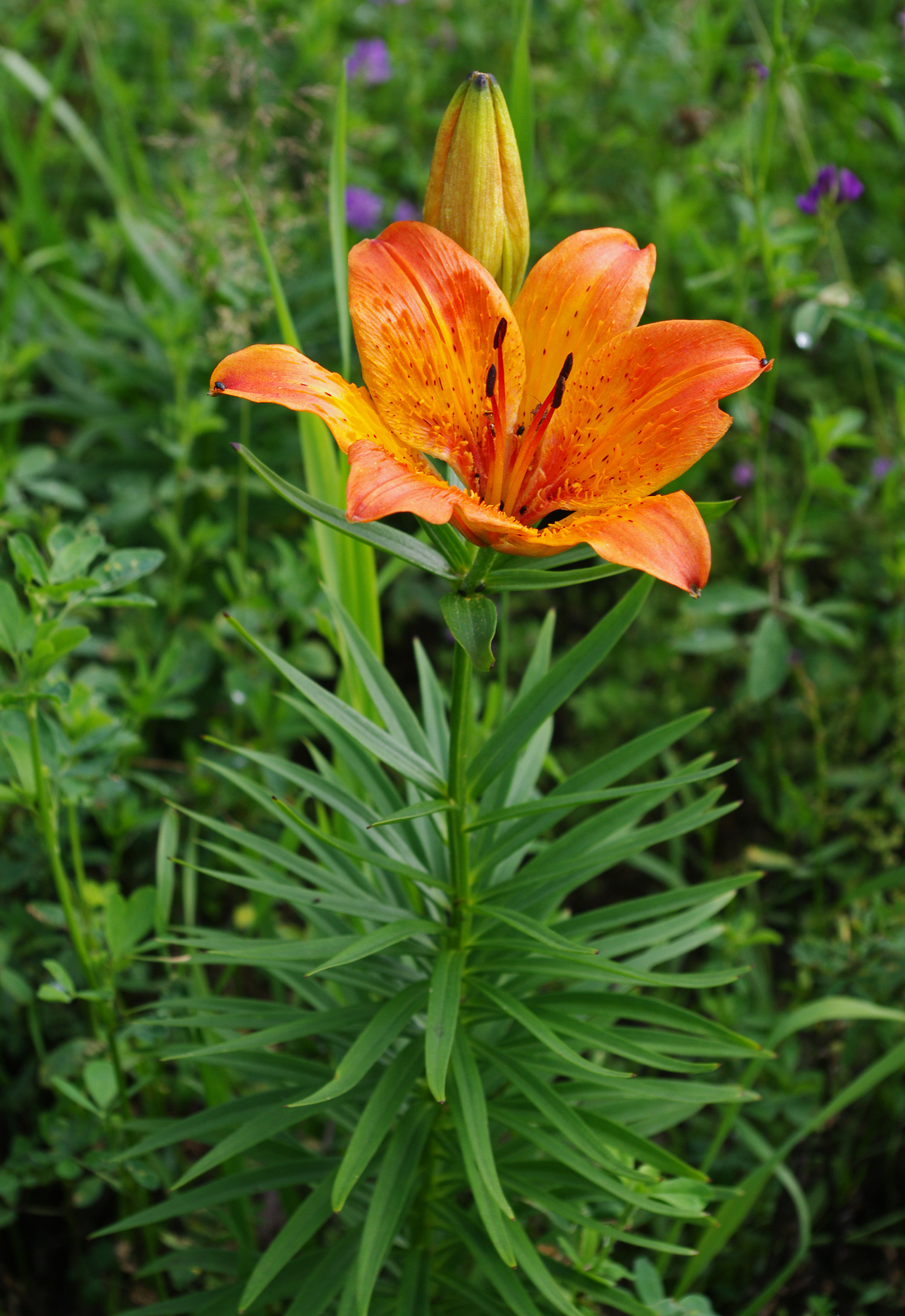
Lile cibulkonosná šafránová (Lilium bulbiferum subsp. croceum)
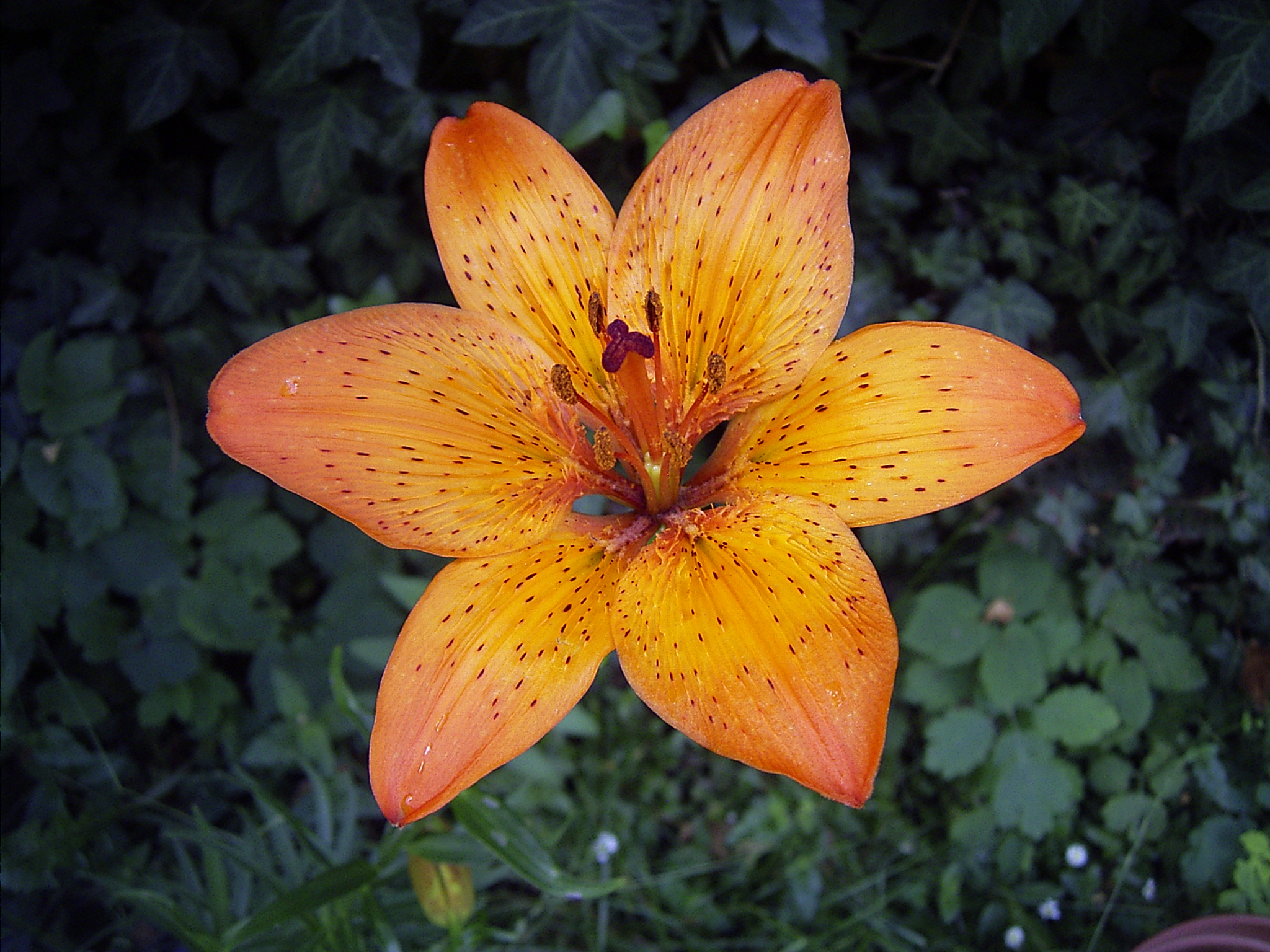
Lilie cibulkonosná šafránová (Lilium bulbiferum subsp. croceum) květ